# Міктофоподібні
Міктофоподібні (Myctophiformes) — ряд Променеперих, що складається з двох родин глибоководних морських риб.
Родина Неоскопелові (Neoscopelidae) містять декілька видів трьох родів, у той час як більша частина відноситься до міктофових (Myctophidae), з більш ніж 32 родами і близько 254 видами. Наукова назва означає від давньогрецького myktér (μυκτήρ, «ніс») + офіс (ὄφῖς, «змія»)

## Опис і екологія
Ці невеликі риби мешкають в пелагічних і бентопелагічних зонах на глибині від 300 до 1200 метрів. Вночі вони йдуть на прийом їжі від 10 до 100 метрів глибиною. Вони з боків стиснуті і, як правило, мають фотофор (світлові органи). Очі великі, в деяких надзвичайно величезні. Рот також досить великий і розташований на кінчику морди. Вони мають жировий плавець. Черевний плавець має 8 променів у більшості видів, а число зябрових променів, як правило, вище, ніж 6 і нижче 10.

## Систематика
Ряд Міктофоподібні включає дві родини:
- Міктофові (Myctophidae)
- Неоскопелові (Neoscopelidae)